# Bouth
Bouth ist ein Dorf in Cumbria im Nordwesten Englands.

## Beschreibung, Lage, Kurzgeschichte, Bauwerke
Bouth liegt am Fluss Colton, der sich innerhalb des Ortsgebietes in zahlreiche Flussarme untergliedert: Black Beck, Wear Beck, Dick Beck, River Pool und Rusland Pool. Wegen der Verbindung zum Atlantik ist auch in den Gewässern Tidenhub zu beobachten. Nördlich und östlich des Dorfes erstrecken sich kleine Berge mit Höhen zwischen 100 und 300 m. Erwähnenswert ist das am nördlichen Rand liegende Rossland Mosses National Nature Reserve. Umgebende Ortschaften sind: Haverthwaite, Spark Bridge, Colton, Greenodd, Lowick Green, Backbarrow, Lowick und Rusland.
Die Bewohner betrieben in früheren Jahrhunderten zur Eigenversorgung Landwirtschaft auf den umgebenden Flächen, wovon unter anderem die Flurnamen Cow Park, Sheap Gard Wood oder Horse Close zeugen. Andere Nutzflächen tragen die Namen ihrer Erstanleger wie Miller's Wood oder Coppies Holmes.
Im 21. Jahrhundert ist der Tourismus die größte Einnahmequelle. In vielen historischen Wohnhäuschen (Cottages) sind Ferienwohnungen eingerichtet und werden auch online angeboten. Darüber hinaus halten einige Bewohner Haustiere (Hühner, Enten, Ziegen, Schweine, Kühe oder Pferde), die vor allem für Familien (Ferien auf dem Bauernhof) interessant sind. Kutschfahrten und Ausritte vervollständigen das Angebot. Auch ein Caravanplatz (Black Beck Caravaning) ist nicht weit entfernt. Historische Dampfmaschinen, Autos und andere Gerätschaften können in und auf der Old Hall Farm besichtigt oder in Funktion erlebt werden.

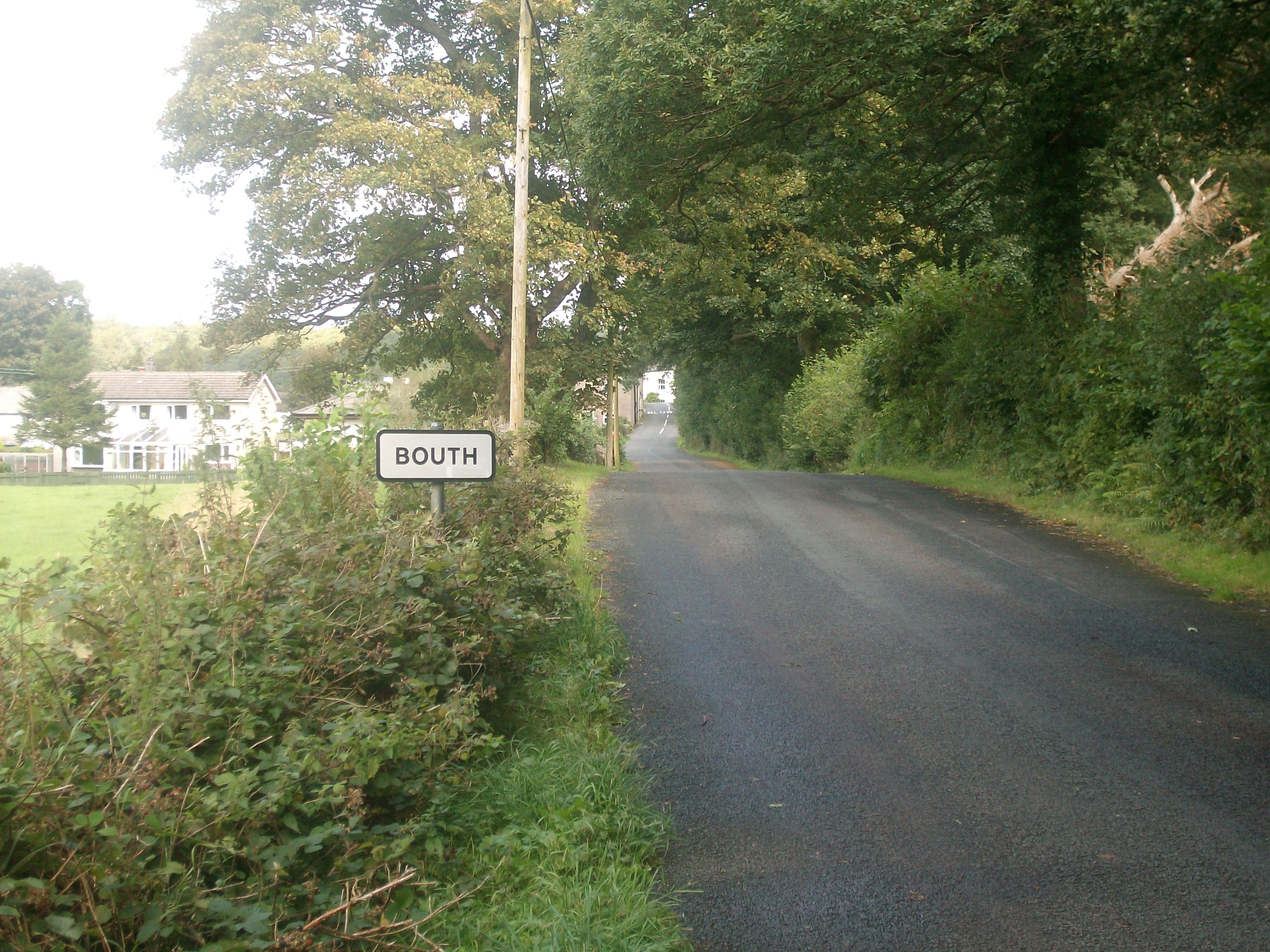
Straße nach Bouth

Verkehrsmäßig ist das Dorf mit einer Straße (The Causway) mit der südlich vorbeiführenden Autobahn A 590 verbunden. Innerhalb des Ortsgebietes verlaufen einige wenige Erschließungsstraßen.
Das White Hart Inn war in der ITV-Sitcom Not with a Bang zu sehen.
Der Ort wird von einer beeindruckenden Natur umgeben.

## Persönlichkeiten
- Christine McVie (1943–2022, geb. Perfect), Rocksängerin, Keyboarderin und Songwriterin von Fleetwood Mac, wurde in Greenodd bei Bouth geboren.